# 스테퍼니 레멀린
스테퍼니 레멀린(영어: Stephanie Lemelin, 1979년 6월 29일~)은 미국의 배우, 동물권 운동가이다.

## 출연 작품
- 더 보이(2016)
- 어 클라우드 소 하이(2015)
- 더 리퍼블릭 오브 투(2013)
- 늑대인간: 더 오리지널(2013)
- 완전범죄 프로젝트(2012)
- 라스트 하버(2010)
- 프로젝트 피어(2010)
- 디삼드(2010)
- 쿵푸 팬더: 다섯 용사의 비밀(2008)
- 케이브멘(2007)
- 어나더머스 렉스(2004)